# León de Anfípolis
El León de Anfípolis es una escultura monumental de mármol, que representa a un león sentado sobre sus patas traseras, situada en las ruinas de la antigua ciudad de Anfípolis, en la actual unidad periférica de Serres, Macedonia Central, Grecia. Este monumento, al que habitualmente se le asigna un carácter funerario, fue reensamblado a fines la década de 1930 por la integrantes de las escuelas francesa y estadounidense de Atenas, pues hasta esa fecha sus restos se encontraban dispersos. El león es datado habitualmente como una obra de fines del siglo IV a. C.. En la estatuaria helenística leones como este fueron utilizados como símbolos sagrados macedonios y memoriales de guerra, siendo éste en particular comúnmente identificado como hito de la tumba de algún alto dignatario de la Antigua Macedonia. Es considerado el mayor monumento arqueológico de Anfípolis, figura icónica de Serres y símbolo de la Macedonia Central griega.

## Descubrimiento y reconstrucción
La primera referencia moderna al monumento es de 1912, cuando miembros de la 7.ª división del Ejército Griego tomaron nota de la existencia de algunos de sus restos dispersos. En 1916 soldados británicos, que operaban en la zona en el marco de la Primera Guerra Mundial levantando fortificaciones en el puente del río Estrimón, encontraron piezas del león e intentaron saquearlas y llevarlas a Inglaterra. Sin embargo este plan fracasó debido al avance de las fuerzas búlgaras, que tomaron el monte Pangeo, iniciando un bombardeo de las posiciones inglesas.

En 1929, empresas estadounidenses ganaron un contrato para canalizar el río Strymon, dos de sus ingenieros R.W. Gausmann y W.J. Judge quedaron tan fascinados con los restos del león que en 1933 propusieron una reconstrucción completa. Durante sus trabajos, los ingenieros extrajeron del río grandes cantidades de fragmentos de arquitectura, eran de mármol, distinguibles por sus dimensiones idénticas y por sus bordes finamente trabajados.

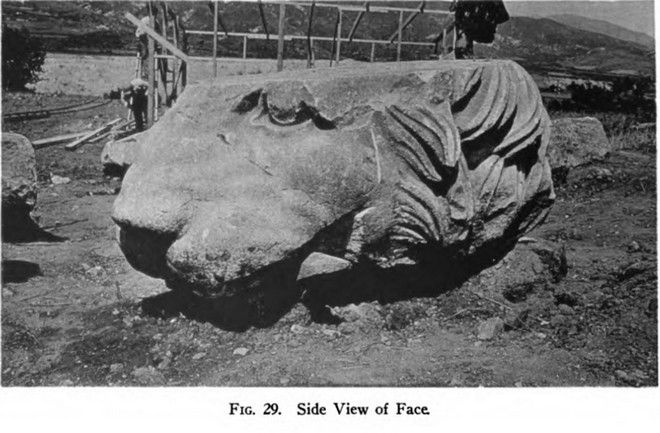
Estado del león en 1936.

A partir de 1936, los arqueólogos J. Roger y O. Broneer iniciaron estudios y la reedificación del León de Anfípolis, dispuesto por ellos cerca del puente nuevo sobre el río Estrimón e inmediato a la carretera que va de la ciudad de Salónica a Kavala. Ambos investigadores identificaron como base del monumento, de manera errónea según arqueólogos griegos posteriores, piezas de mármol que habían sido parte de un dique o muro de contención del río Estrimón y que venían siendo reutilizadas desde la época de los romanos.

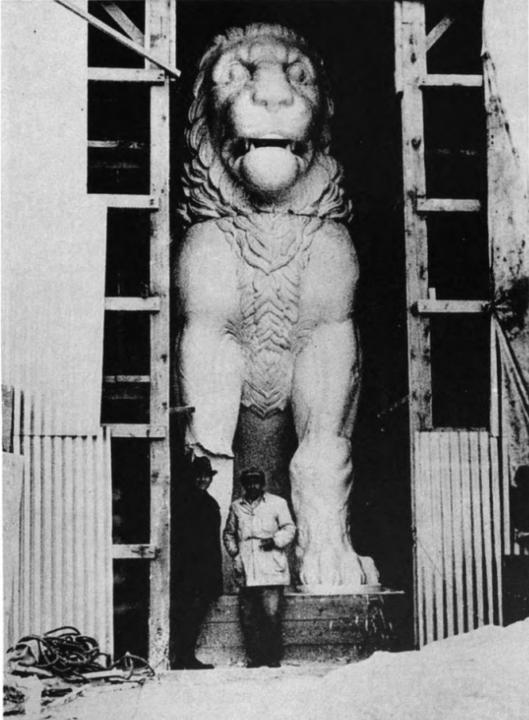
Proporciones del león.

En 1940, uno de estos estudiosos, Oscar Broneer, publicó un primer texto alusivo al monumento en la Universidad de Harvard, identificándolo como un hito sepulcral hipotéticamente dedicado a Laomedonte de Mitilene, general y compañero de Alejandro Magno.

En este libro Boneer relata detalladamente las numerosas losas de mármol, de igual tamaño y terminación, de las cuales solamente una parte fueron utilizadas para recubrir la base del pedestal. Las losas restantes ubicadas en la cercanías, fueron consolidadas y catalogadas en 1970, para el Servicio Arqueológico Griego.

En este primer opúsculo tras la reconstrucción del monumento, Boneer también trazó paralelos entre el simbolismo atribuido a la escultura (tumba de un gran militar local), la ayuda internacional en su reedificación y la situación coyuntural de la época. Broneer aludía así al ambiente previo a la Segunda Guerra Mundial que acompañó las obras, recordando las viejas glorias castrenses helénicas y la amenaza de enemigos externos contra Grecia (las fuerzas alemanas e italianas).

## Relación con el gran túmulo de Anfípolis
Desde septiembre del 2014 están en curso unas excavaciones en la "Colina Kasta" en la zona de Anfípolis, donde se ha hallado la llamada Tumba de Anfípolis, fechada en torno a los años 325-300 a. C..

El complejo consta de un túmulo de 158 metros de diámetro, que se encuentra rodeado por un foso circular y en su interior un muro perimetral de piedra, de 3 metros de altura,  cubierto de losas de mármol blanco. 

Cuenta con una estructura subterránea, con pórtico custodiado por dos esfinges aladas de mármol, dispuestas en un modo ligeramente similar a los, mucho más antiguos, leones de la puerta principal de Micenas.

El equipo arqueológico, dirigido por Katerina Peristeri, planteó la hipótesis que el "León de Anfípolis" habría servido originalmente como pináculo o coronación del túmulo. Esta idea se vio reforzada por el hallazgo de losas de mármol en la cumbre del túmulo que serían parte del pedestal original de la escultura.